# Chouchou poids plume (film, 1932)
Pour les articles homonymes, voir Chouchou poids plume (homonymie).
Pour plus de détails, voir Fiche technique et Distribution.
Chouchou poids plume est un film français réalisé par Robert Bibal, sorti en 1932.

## Fiche technique
- Titre : Chouchou poids plume
- Scénario : d'après la pièce de Jacques Bousquet et Alex Madis
- Assistant Réalisateur : Tony Lekain
- Dialogues : Jacques Bousquet
- Musique : Max Eddy et André Demurger
- Société de production : Les Films Léon Poirier
- Pays d'origine :  France
- Durée : 87 minutes
- Date de sortie : 
  - France : 21 novembre 1932

## Distribution
- Géo Laby : Chouchou
- Colette Broïdo : Moineau
- Pierre Darteuil : M. Lormeau
- Marthe Derminy : Mme Lormeau
- Vanda Gréville : Diana
- Gaston Dubosc : le comte
- André Numès fils : Philibert
- Jacques Tarride : le marquis
- Paul Ville
- René Arcy-Hennery